# Plastination
 (avril 2024).
Si vous disposez d'ouvrages ou d'articles de référence ou si vous connaissez des sites web de qualité traitant du thème abordé ici, merci de compléter l'article en donnant les références utiles à sa vérifiabilité et en les liant à la section « Notes et références ».

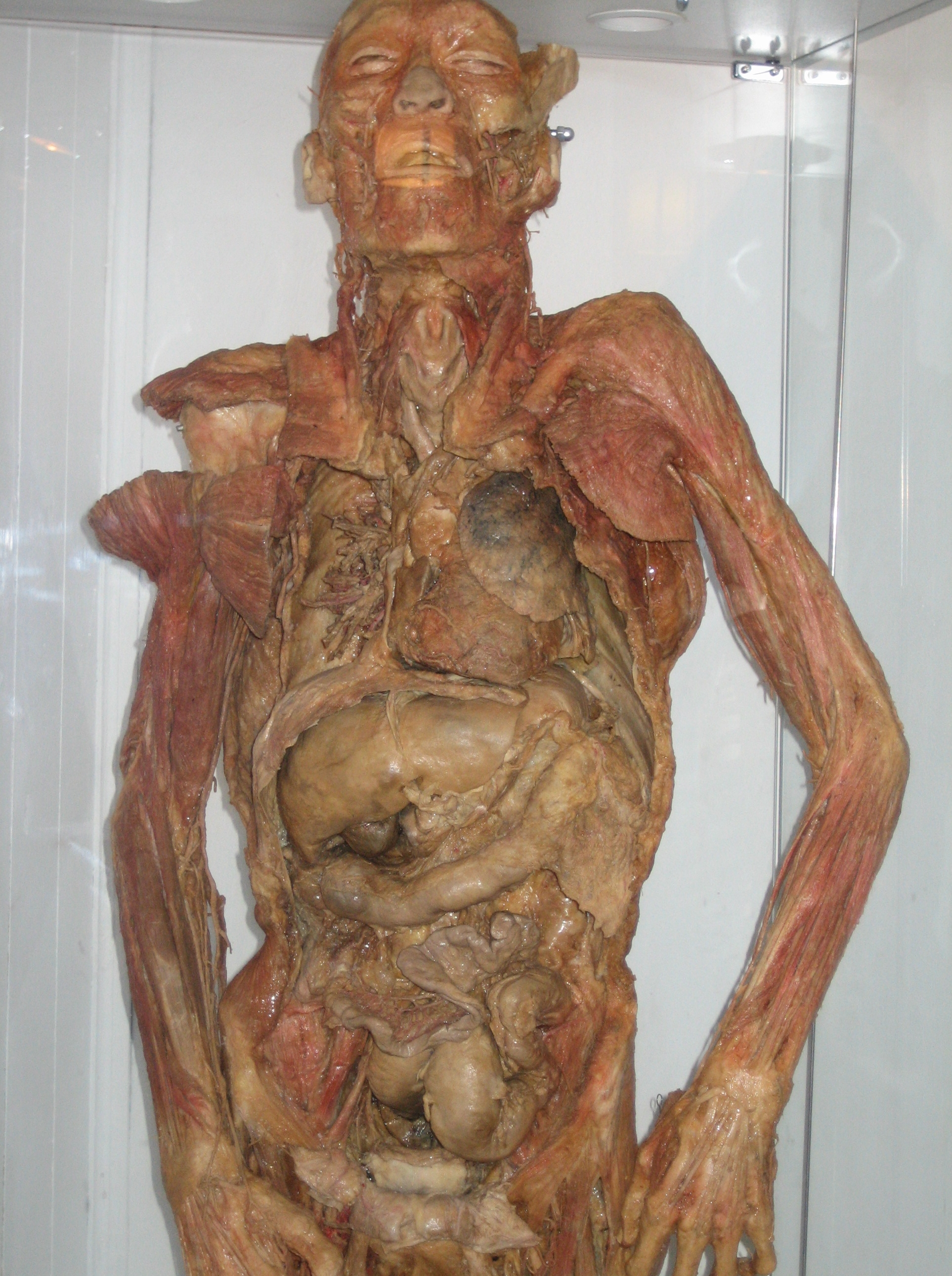
Corps plastiné exposé.

La plastination, aussi appelée imprégnation polymérique est une technique visant à préserver des tissus biologiques en remplaçant les différents liquides organiques par du silicone.

## Histoire
Cette méthode de conservation est créée en 1977 par l'anatomiste Gunther von Hagens. Elle est introduite par la suite au Canada par le docteur Régis Olry, professeur à l'Université du Québec à Trois-Rivières (UQTR) et ancien assistant de Gunther von Hagens.

## Procédé
La plastination est réalisée en cinq étapes :
- les corps ou parties de corps sont imprégnés de formaldéhyde (formol, produit chimique usuellement employé pour l'embaumement des corps ou la conservation de spécimens anatomiques) pour que ce dernier se fixe sur les tissus jusqu'à la moindre cellule, cette étape antibactérienne stoppe ainsi la thanatomorphose et l'autolyse des tissus ;
- durant un minimum de 15 jours, les corps sont placés dans des bains d'acétone froide (composé hydrophile) qui attire les molécules d'eau des cellules. Ils sont ensuite plongés dans un bain d'acétone chaude pour dissoudre les graisses ;
- les liquides organiques (comme l'eau et le sang) et les graisses, qui ont été éliminés dans le bain d'acétone sont remplacés par du silicone de caoutchouc ou de la résine époxy durant les processus d'« imprégnation forcée » : le corps est plongé dans une cuve hermétiquement close et remplie de silicone de caoutchouc ou de résine époxy, reliée à une pompe. Les résidus d'acétone sont ainsi éliminés par évaporation (éliminant ainsi les liquides et la graisse qu'ils contenaient) et les tissus sont à nouveau comblés par le silicone ou la résine ;
- les corps sont durcis une fois pour toutes, après fixation du silicone (induction par polymérisation), soit par un gaz durcisseur, soit par la chaleur ;
- arrive ensuite, dans le cas par exemple d'un corps complet, la mise en forme du corps, on utilise pour « fixer » la position du corps, des câbles, pinces, blocs de mousse, etc.

Le temps total de préparation pour un corps humain entier avoisine généralement les 1 500 heures et nécessite près d’un an.

## Utilisation

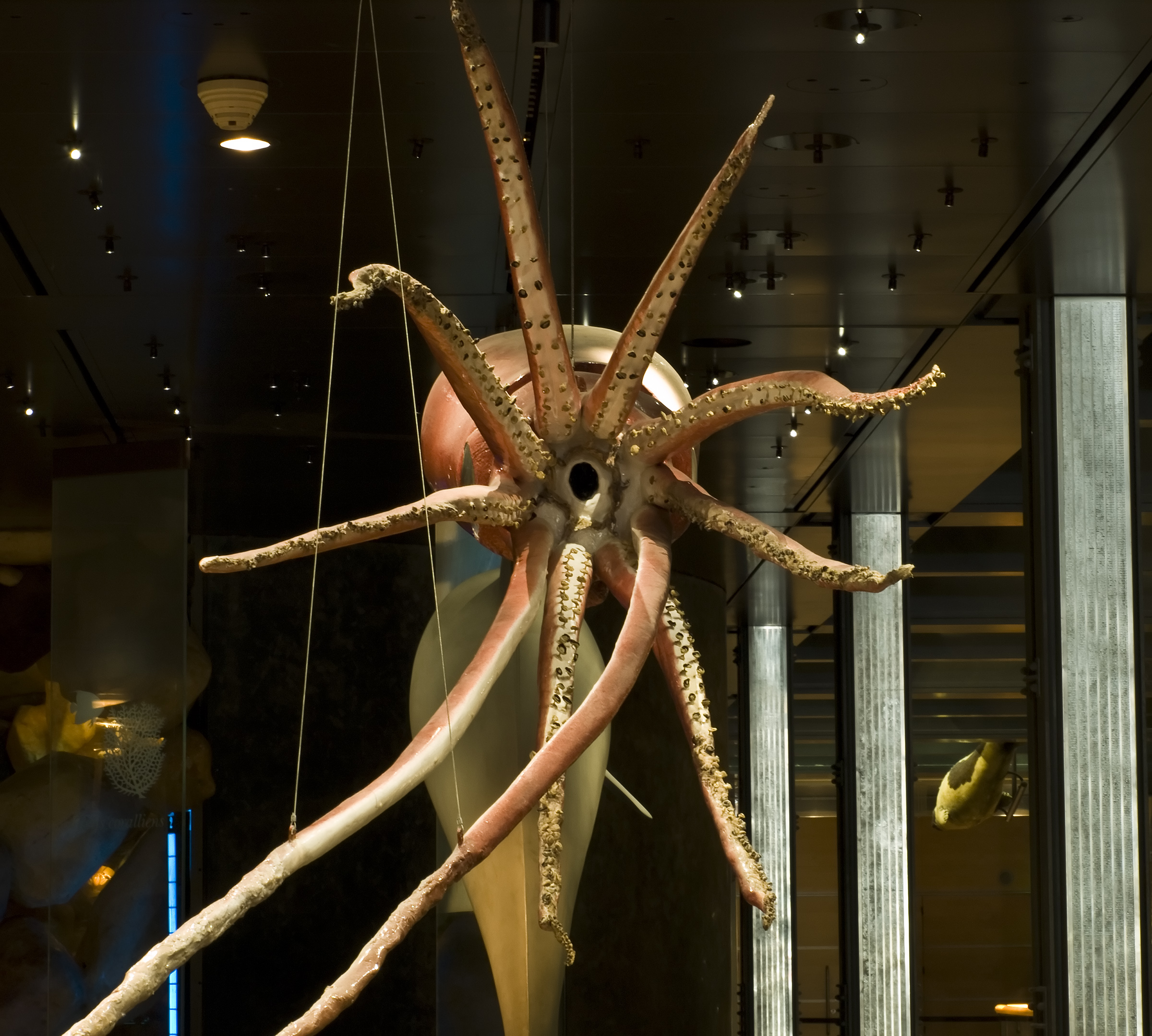
Le calmar géant Wheke plastiné de 2005 à 2008 et exposé dans la Grande galerie de l'Évolution du muséum national d'histoire naturelle de Paris.

La première utilité est la conservation de manière définitive de tout élément organique et sa manipulation sans précaution particulière. Les tissus gardent ainsi leur plasticité, leurs teintes, sont inodores, et se conservent définitivement. C'est un avantage pour toutes les écoles de médecine, par le fait, entre autres, de pouvoir éviter l'utilisation des bains de formaldéhyde.
La plastination a été rendue célèbre par une exposition d'art montrant différents corps et organes d'êtres humains plastinés. Cette exposition, Körperwelten (Body Worlds), a été créée par l'inventeur de la plastination, le docteur Gunther von Hagens. Ce dernier a pour but de montrer le corps humain tel qu'il est (une des propriétés de la plastination est de préserver les teintes originales ainsi que conserver la forme des organes) et de rendre hommage aux différents anatomistes qui ont transgressé les convenances occidentales dans le passé, en disséquant en secret des cadavres, pour ainsi découvrir le fonctionnement du corps humain et mieux le soigner.
Depuis la technique est utilisée pour d'autres expositions à travers le monde.
La plastination permet d’obtenir une nouvelle vision de l’anatomie puisque les parties molles comme les muscles et la peau sont solidifiées par le procédé. Les plastinats sont une forme de présentation de l’anatomie humaine durable et agréable à regarder car ils s’inspirent de l’anatomie vivante en replaçant les corps dans une position proche de la vie, à la manière des premiers anatomistes (André Vésale).
La plastination permet de réaliser des tranches du corps d’environ trois millimètres faisant apparaître, avec une grande précision, toutes les structures anatomiques. Mais elle permet également de visualiser des corps entiers afin de mieux comprendre la complexité des différents systèmes.
La plastination résout également le problème des plans du corps (superficiel et profond) qui ne sont habituellement pas visibles sur un seul sujet par la réalisation de corps « expansés », de corps « ouvrables » et de corps « à tiroirs ».
- Corps expansés : les parties du corps sont étirées dans une direction précise (longitudinale ou latérale) afin d’augmenter l’espace entre les organes. Cette nouvelle forme de dissection anatomique est particulièrement instructive car elle permet de conserver les différents plans du corps tout en faisant apparaître les structures cachées en profondeur.

- Corps ouvrables : on obtient ces plastinats en plaçant des axes charnières de telle sorte que les portes du corps ainsi créées permettent d’en voir l’intérieur. C’est le cas pour la femme enceinte allongée où l’on peut voir le fœtus dans l’utérus ouvert.
- Corps à tiroirs : à l’intérieur du corps, les organes et les systèmes sont intimement liés ne laissant aucun espace disponible. Grâce à ce type de plastinat, les parties du corps sont déplacées vers l’avant comme un tiroir permettant d’avoir un bon aperçu de l’intérieur du corps

## Controverse
L'utilisation de corps humains pour des expositions publiques est sujette à controverses. Divers points sont soulevés, notamment en ce qui concerne la provenance des corps et l'éthique sur le commerce d'une telle exposition.
Concernant la provenance, Gunther von Hagens déclare que les corps utilisés pour son exposition Body World « ne présentent que des gens qui ont donné leurs corps, principalement des Allemands du programme de l'Institut Heidelberg pour les donneurs à la plastination » . Mais pour au moins une autre exposition, le doute est jeté. Comme Our Body, à corps ouvert, qui a eu lieu en France, où les organisateurs déclarent que les corps viennent de Chine où la fondation Anatomical Sciences and Technologies de Hong Kong collecte les corps de personnes volontaires pour donner leur corps à la science, mais sans plus de précisions, comme leur nom et les circonstances de leur mort. La présence de condamnés à mort chinois n'est donc pas à exclure.
Sur le plan éthique, ce genre d'exposition fait l'objet de critiques en France de la part du Comité consultatif national d'éthique qui juge que l'objectif de l'exposition est ambigu : « S'agit-il d'une exposition artistique ? Scientifique ? Pédagogique ? Spectaculaire et visant au sensationnel ? Un peu comme dans les documentaires publicitaires, il y a un mélange de plusieurs fonctions qu'il faudrait au minimum expliciter ; le non-dit majeur est la prime au voyeurisme sous couvert de science et de pédagogie, qui permet le camouflage de la transgression ». Et de déclarer que « la prétention pédagogique et scientifique de l'exposition ne correspond pas à sa réalité ». Le traitement des corps est également critiqué, notamment son industrialisation, et là le Comité le compare avec « le traitement des cadavres dans les camps d'extermination ». Pour finir, la représentation de la mort est critiquée car elle rend anonymes des corps qui, avant, « n'en ont pas moins été des individus ; leur exhibition (et leur réification) constituent une atteinte à leur identité, et donc à leur dignité » .